# Cappadonna
Cappadonna, de son vrai nom Daryl Hill, né le 18 septembre 1969 à Staten Island, New York, est un rappeur américain. Membre proche et officiel du Wu-Tang Clan, il est souvent présent sur les albums du groupe et sur les projets annexes (notamment albums solos et compilations). Il est parfois considéré comme un membre à part entière.

## Biographie
Hill est né le 18 septembre 1969 à New York, et a grandi à Park Hill[réf. nécessaire]. Proches des futurs membres du Wu-Tang Clan, il est notamment reconnu pour avoir appris à rapper à Inspectah Deck et à U-God. Il est incarcéré au début des années 1990 et n'est pas inclus dans la formation du Wu-Tang Clan. Il n'apparaît donc pas sur le premier album du groupe Enter the Wu-Tang (36 Chambers).
Sorti de prison, Cappadonna recommence à fréquenter les membres du groupe. Raekwon l'invite sur deux titres de son album Only Built 4 Cuban Linx…, dont le single Ice Cream qui devient un classique. Plus tard, Cappadonna apparaît sur cinq titres de l'album de Ghostface Killah Ironman, confirmant son association avec le Wu-Tang,. En 1997, Cappadonna participe amplement à l'album Wu-Tang Forever. Bien que toujours considéré comme un membre satellite (contrairement au noyau dur des neuf membres fondateurs), il apparaît sur cinq titres, dont le single Triumph.
Un an plus tard, le 24 mars 1998, Cappadonna publie son premier album solo, The Pillage, qui compte de nombreuses participations de membres du Wu-Tang ; l'album atteint la 3e place du Billboard 200. Il participe en tant que tel à l'album The W, et est mis en avant au même titre que les autres membres du groupe. Mais des tensions apparaissent progressivement : Cappadonna ne se sent pas bien considéré par les autres rappeurs du collectif. De plus, la polémique sur l'identité de son manager (Michael Caruso, ancien indicateur pour la police) achève de le mettre à l'écart.
En novembre 2001, Cappadonna publie son deuxième album solo, The Ying and the Yang, qui compte peu de participations des membres du Wu-Tang Clan et connaît un succès commercial très faible. Il atteint malgré cela la 35e place du Billboard 200. La même année, Cappadonna se fâche avec RZA pour des questions financières. Ce dernier décide alors de supprimer toutes les apparitions de Cappadonna sur Iron Flag, l'album suivant. Pour survivre, Cappadonna devient chauffeur de taxi à Baltimore. Il réalise néanmoins l'album solo The Struggle publié le 30 septembre 2003. Durant la promotion de cet album, il donne de nombreuses interviews dans lesquelles il critique le Wu-Tang Clan et s'estime peu soutenu par les autres membres.
Les choses changent en 2004. Ghostface Killah intègre Cappadonna dans sa nouvelle équipe, le Theodore Unit. Il invite également Cappadonna sur plusieurs titres des albums : Fischscale, More Fish et The Big Doe Rehab. Cappadonna recommence à collaborer avec le groupe et participe à la plupart des concerts. En 2006, il apparaît sur le morceau 9 Millie Brothers inclus sur l'album de Ghostface Killah et qui marque la première réunion du Wu-Tang au complet depuis des années.
En 2007, Cappadonna participe à la réalisation de l'album 8 Diagrams. Il intervient sur trois titres de l'album et apparaît sur certaines photos promotionnelles. Il n'est cependant pas présent sur la pochette du disque. Depuis 2007, Cappadonna compte deux nouveaux albums que sont Slang Prostitution et The Pilgrimage. Il coproduit également un documentaire intitulé Wu-Tang Saga qui s'intéresse à son statut flou au sein du groupe. Il est par ailleurs apparu sur les derniers albums de Raekwon et Ghostface Killah.

## Discographie

### Albums studio
- 1998 : The Pillage
- 2001 : The Yin and the Yang
- 2002 : The Struggle
- 2008 : The Cappatalize Project
- 2009 : Slang Prostitution
- 2011 : The Pilgrimage
- 2013 : Eyrth, Wynd And Fyre
- 2014 : Hook Off
- 2015 : The Pillage 2
- 2018 : Ear Candy
- 2021 : Black Tarrzann
- 2022 : Slow Motion

### Compilation
- 2001 : Cappadonna Hits

### Albums collaboratifs
- 1996 : Ironman (avec Ghostface Killah & Raekwon)
- 2000 : The W (avec le Wu-Tang Clan)
- 2004 : 718 (avec Theodore Unit)

### Apparitions et collaborations
| Année | Titre                    | Autre(s) artiste(s)                                           | Album                                      |
| ----- | ------------------------ | ------------------------------------------------------------- | ------------------------------------------ |
| 1995  | Ice Water                | Raekwon                                                       | Only Built 4 Cuban Linx…, Raekwon          |
| 1995  | Ice Cream                | Raekwon                                                       | Only Built 4 Cuban Linx…, Raekwon          |
| 1997  | Triumph                  | Wu-Tang Clan                                                  | Wu-Tang Forever, Wu-Tang Clan              |
| 1997  | Heaterz                  | Wu-Tang Clan                                                  | Wu-Tang Forever, Wu-Tang Clan              |
| 1997  | Maria                    | Wu-Tang Clan                                                  | Wu-Tang Forever, Wu-Tang Clan              |
| 1997  | Little Ghetto Boys       | Wu-Tang Clan                                                  | Wu-Tang Forever, Wu-Tang Clan              |
| 1998  | Sweet Love               | Method Man, Streetlife                                        | Tical 2000, Method Man                     |
| 2000  | Wu-Banga 101             | Ghostface Killah, GZA, Raekwon                                | Supreme Clientele, Ghostface Killah        |
| 2003  | Ice Cream Part II        | Raekwon                                                       | The Lex Diamond Story, Raekwon             |
| 2006  | 9 Milli Brother1         | Wu-Tang Clan                                                  | Fishscale, Ghostface Killah                |
| 2006  | Dogs Of War              | Ghostface Killah                                              | Fishscale, Ghostface Killah                |
| 2006  | Guns and Razors          | Ghostface Killah                                              | More Fish, Ghostface Killah                |
| 2007  | Paisley Darts            | Ghostface Killah, Method Man, Raekwon, Sun God & Trife Da God | The Big Doe Rehab, Ghostface Killah        |
| 2007  | Campfire                 | Wu-Tang Clan                                                  | 8 Diagrams, Wu-Tang Clan                   |
| 2007  | Windmill                 | Wu-Tang Clan                                                  | 8 Diagrams, Wu-Tang Clan                   |
| 2007  | Tar Pit                  | Wu-Tang Clan                                                  | 8 Diagrams, Wu-Tang Clan                   |
| 2009  | 10 Bricks                | Raekwon, Ghostface Killah                                     | Only Built 4 Cuban Linx... Pt. II, Raekwon |
| 2013  | Shoguns                  | Inspectah Deck, 7L and Esoteric, Vinnie Paz                   | Czarface, Inspectah Deck, 7L and Esoteric  |
| 2013  | The Center of Attraction | Ghostface Killah                                              | Twelve Reasons to Die, Ghostface Killah    |